# Molsa d'Irlanda
La molsa d'Irlanda, molsa marina o molsa perlada (Chondrus crispus) és una espècie d'alga vermella de la família Gigartinaceae que es distribueix en la costa atlàntica de Nord Amèrica i Europa. En castellà també es coneix com a “carragaén” (de l'irlandés carraigín, "roca petita") i es pot confondre amb una espècie que també es coneix pel mateix nom comú, Gigartina mamillosa Agardh.

## Ecologia

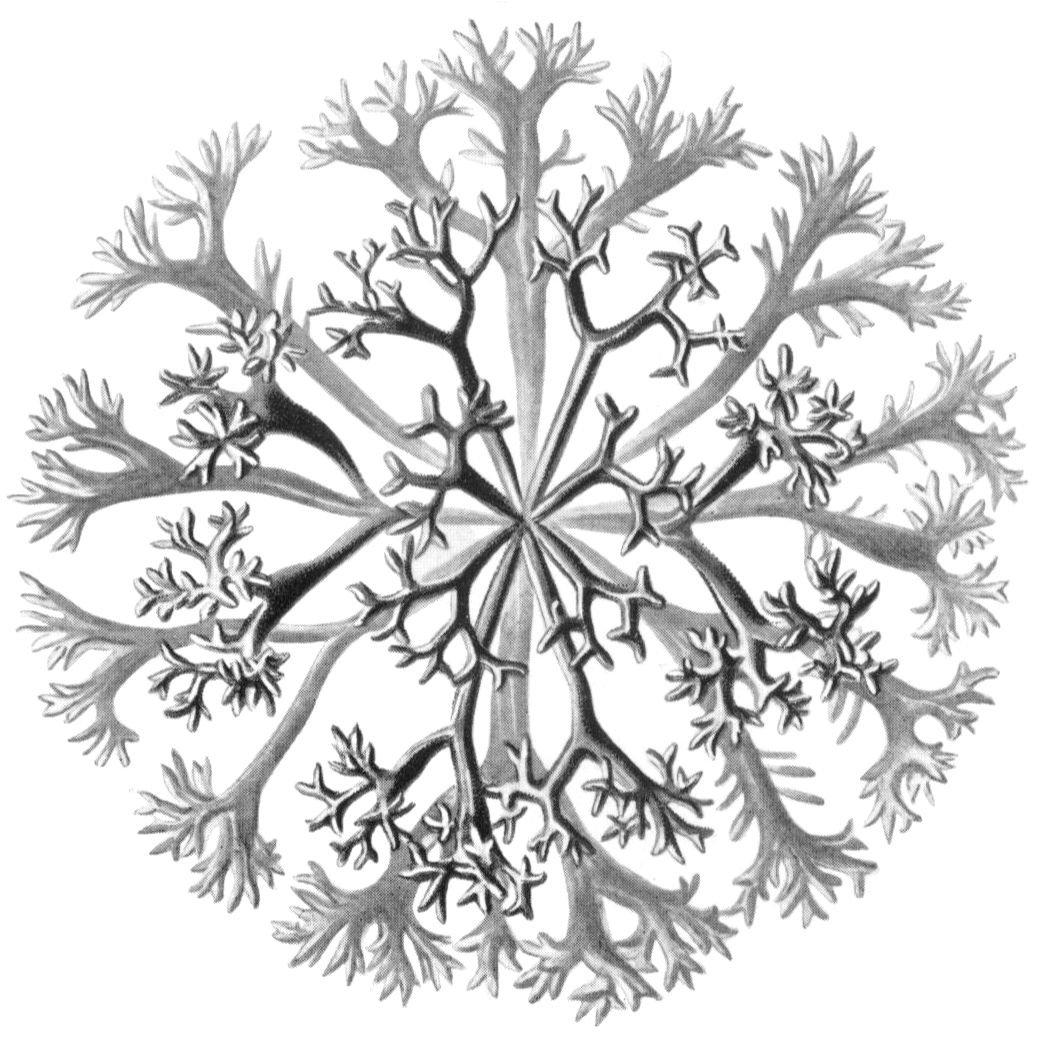
La porció de la 65a placa de Ernst Haeckel Kunstformen der Natur (1904), que representa la Molsa d'Irlanda

La molsa d'Irlanda creix de manera molt abundant sobre roques i pedres de la zona infralitoral, fins a profunditats de 25m, de vegades formant “gespes”. Chondrus crispus és comú al voltant de les costes d'Irlanda i Gran Bretanya. També es pot trobar al llarg de la costa d'Europa; a les illes Fèroe, a l'oest del mar Bàltic i al sud d'Espanya. Es troba també a la costa atlàntica del Canadà i des de Califòrnia fins al japó. De tota manera, qualsevol distribució que sigui de fora de l'Atlàntic Nord ha de ser verificada.
Chondrus crispus es sotmet a un canvi de generació en el seu cicle biològic està format per distingeixen dues etapes: l'etapa sexual de gametòfit haploide i la fase asexual d'esporòfit diploide. A més, hi ha una tercera fase, el carposporòfit, que es forma a les plantes femenines després de la fertilització gametòfit.
Els gametòfits masculins i femenins produeixen gàmetes que es fonen per formar un carposporòfit diploide, que forma carpòspores, que es desenvolupen en l'esporòfit. Sovint mostren una iridescència blava a la punta de les frondes i els esporòfits fèrtils mostren un patró irregular.
L'esporòfit, llavors, pateix la meiosi per produir tetraspores haploides (pot ser tant masculí com femení) que es desenvolupen en gametòfits. Les tres etapes (masculí, femení i esporòfit) són difícils de distingir quan no són fèrtils, però els gametòfits moltes vegades mostren una iridescència blava.

## Morfologia
La molsa d'Irlanda és una alga relativament petita, de poc més de 20cm. La seva morfologia és bastant variable, sobretot l'amplitud del tal·lus. Les branques fan entre 2 i 15 mm d'amplada. Té una textura molt característica i un color marró-vermellós quan està fresc i groguenc quan s'asseca al sol.
El tal·lus és “cartilaginós” i s'uneix al substrat mitjançant un disc adhesiu. El tal·lus es ramifica i forma lòbuls lingüiformes, d'uns 15cm, al final dels quals es troben els òrgans reproductius. Els òrgans reproductor són carposporangis ovals, d'uns 2mm de longitud.
C. crispus, en comparació amb la majoria d'altres algues marines, està ben investigat científicament. S'ha utilitzat com a espècie model per estudiar la fotosíntesi, la biosíntesi de carragenina i les respostes a l'estrès. El genoma nuclear es va seqüenciar el 2013. La mida del genoma és de 105 Mbp i codifica 9.606 gens. Es caracteritza per tenir relativament pocs gens amb molt pocs introns. Els gens s'agrupen, normalment amb distàncies curtes entre gens i després grans distàncies entre grups de gens.

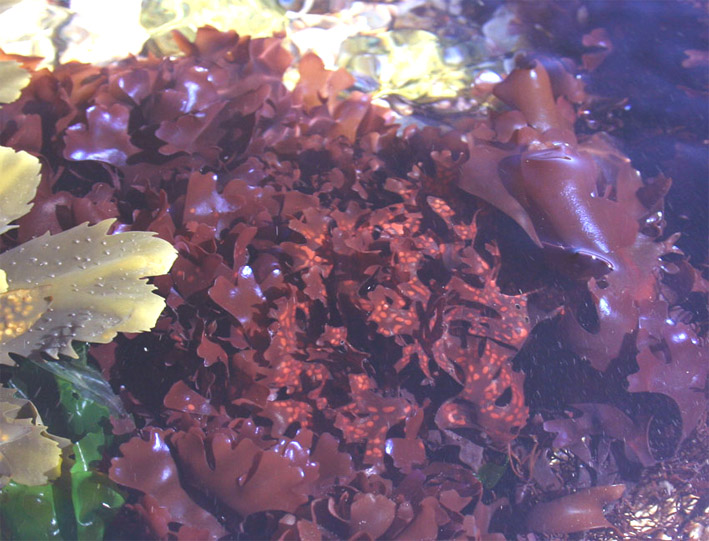
Aspecte de la molsa d'Irlanda

## Usos
Chondrus crispus és, en comparació amb la majoria d'algues marines, una espècie molt investigada. S'ha fet servir com una espècie de model, per tal d'estudiar la fotosíntesi, la biosíntesi de carragheens i l'estrès en plantes i les seves respostes. Quan es cultiva al laboratori pot tenir una morfologia peculiar i característica, que es pot observar a la fotografia, a la placa de Haeckel, forma que rarament adquireix a la natura.
Chondrus cripus és una espècie amb molt valor econòmic. Pot tenir utilitats com laxant, espessidor, emulsionant o clarificant en el procés d'elaboració de cervesa, vi, llet i es fa servir en gelats i en aliments processats, fins i tot en menjars amb carn. S'indica a la indústria alimentària amb el nom d'E407 o E407b. La carragenina que es pot obtenir d'aquest i l'agar-agar servia, temps enrere, a Àsia, per fer gelatines d'ametlles.
Com a curiositat denotem l'existència d'una beguda casolana del carib feta amb Chondrus cripus, la “Jamaican Irish Moss drink”. Fan bullir l'alga durant una hora, afegint-li aromes, com vainilla o maduixa i per acabar llet o llet condensada, rom i espècies. Es serveix freda i és de consistència molt espessa. Se li atribueixen qualitats afrodisíaques i com a cura de la impotència masculina. A vegades, però, la beguda la fan amb Gracilaria spp.
A algunes parts d'Escòcia també fan una beguda, en la que la molsa d'Irlanda es bull en llet i un cop passa pel colador li afegeixen sucre, vainilla, canella brandi o guisqui. Al final s'obté una mena de gelatina similar a la tapioca. També es pot utilitzar com a espessidor en la impressió de calicó i el marbre de paper, i per afinar la cervesa.
La carragenina es pot extreure d'algues tropicals dels gèneres Kappaphycus i Eucheuma.

### Usos medicinals
La part utilitzada com a droga per les seves propietats és el tal·lus.
- Laxant. L'efecte laxant es manifesta després de les 24 hores de la seva administració. En contacte amb l'aigua, el mucílag forma un gel viscós i voluminós que incrementa el volum de les femtes, que a més a més resten toves. Amb això es promou el peristaltisme i li confereix l'efecte de laxant mecànic.
- Antitussigen. Els mucílags del carragahen exerceixen un efecte calmant sobre la mucosa respiratòria, inhibint el reflex de la tos.
- Hipoglucemiant. Els mucílags del carragahen augmenten la viscositat del bol alimentari, disminuint l'absorció oral de glúcids.
- Hipolipemiant. Igual que el cas anterior, l'augment del bol alimentari disminueix també l'absorció de lípids.
- Antiúlceres peptídiques. Es coneix també l'efecte protector de la mucosa gàstrica, ja que els carragheens, gràcies als seus grups sulfats esterificats, poden inhibir la proteòlisis de la pepsina.

#### Composició química
Aquesta alga està composta per glúcids, essent molt ric en polisacàrids heterogenis del tipus mucílags (55-60%), que reben el nom de carragheens (com ara kappa, iota i lambda-carragens). Es formen per galactans amb nombrosos grups sulfats esterificats (fins a 25-40%). Es diferencien els uns dels altres per la quantitat de 3,6-anhídric-D-galactosa i per la posició dels grups èster sulfat.
També trobem sals minerals (15%) on existeixen importants quantitats de iodurs, bromurs i clorurs.
A més a més presenta importants quantitats d'arsènic (0,07%), lípids (2%), i proteïnes (10%).

#### Posologia i administració
Tradicionalment es fa per decocció, amb una cullerada de postres de droga per tassa. S'ha de bullir durant 5 minuts, i es prenen dues o tres tasses al dia.
L'extracte fluid (1:1) s'aconsegueix mitjançant de 30 a 50 gotes, i s'administra d'una a tres vegades al dia.
La tintura (1:5) es farà amb 50-100 gotes, administrant d'una a tres vegades al dia.
La forma més coneguda, que és amb xarop (3 a 10% d'extracte fluid), està freqüentment associat a altres plantes expectorants, amb una dosi de fins a cinc cullerades soperes al dia.

#### Contraindicacions
Està contraindicat en els següents casos:
- Hipertiroïdisme. El carragahen pot produir un empitjorament de l'hipertiroïdisme degut al seu contingut en iode.
- Obstrucció esofàgica. El carragahen pot produir un empitjorament de l'obstrucció esofàgica si la ingesta d'aigua no és l'adequada.
- Oclusió intestinal. El carragahen pot provocar un empitjorament de l'oclusió intestinal si la ingesta d'aigua no és l'adequada.
- Estenosi gastrointestinal,Obstrucció intestinal,Íleo espàstic i Íleo paralític. El carragahen podrà induir a l'aparició d'alguna d'aquestes obstruccions intestinals si la ingesta d'aigua no és l'adequada.
- Dolor abdominal d'origen desconegut.
- Apendicitis.
- Impactació fecal. El carragahen podria induir a l'aparició d'una obstrucció intestinal si la ingesta d'aigua no és l'adequada.

En cas d'embaràs i lactància consultar les consideracions especials.

#### Sobredosi
Els símptomes per sobredosi amb Chondrus cripus es detecten sobretot en administrar-ne durant llargs períodes, poden generar un hipertiroïdisme caracteritzat per taquicàrdia, hipertensió, diarrea, tremolors, nerviosisme, insomni i pèrdua de pes.
El seu tractament serà simptomàtic. S'ha de suspendre immediatament l'administració de carragahen.
En cas de sobredosis o ingestió accidental, anar a un centre mèdic o consultar al Servei d'Informació Toxicològica, indicant el producte i la quantitat ingerida.

### Interaccions
No s'han descrit interaccions medicamentoses, però, la presència de mucílags fa que existeixi un risc potencial d'interacció a causa del fet que els mucílags poden enrederir o disminuir l'absorció oral d'altres principis actius. Es recomana, per tant, distanciar les dosificacions de carragahen i altres principis actius com a mínim amb 2 hores. Per aquestos motius s'ha de vigilar sobretot amb:
- Antidiabètics orals. El carragahen pot potenciar els efectes dels antidiabètics orals i arribar a produir una hipoglucèmia. En cas d'administració del carragahen en altes dosis junt amb antidiabètics orals, s'haurà de reajustar les dosis d'aquests. Es recomana consultar amb especialistes.
- Insulina. El carragahen pot potenciar els efectes de la insulina i arribar a produir una hipoglucèmia. En cas d'administració del carragaén en altes dosis junt amb insulina, s'haurà de reajustar les dosis d'aquesta. Es recomana consultar amb especialistes.